# BSベスト・オブ・ベスト
BSベスト・オブ・ベストは、2010年12月にNHKデジタル衛星ハイビジョンで集中的に放送されたアンコール放送群である。

## 概要
NHKが世界初の実用衛星放送の試験放送を1984年に開始して26年、また2000年にデジタル放送を開始（NHK・民放系とも）するようになって10年になる。またBShiはBS再編に伴い2011年3月でハイビジョン専門チャンネル（1991年開始の前身のアナログハイビジョン試験放送を含め）20年の歴史に幕を下ろす（と同時に、BS1・BS2をハイビジョン放送に移行し「新・BS1」と「BSプレミアム」に継承する）。常に地上波とは違う趣での新しい番組作りは何かを問い続け、新しいテレビの形を作り上げたNHK衛星放送の歴史を振り返り、これまでに放送された衛星放送の番組の中から、特に視聴者の反響の大きかった作品、また各国の放送賞を受賞した作品を中心に大挙放送しようというアンコール特番を企画した。番組選定に当たっては、俳優・タレントの児玉清を「編集長」として、NHK衛星放送にゆかりのある著名人5人で構成する「BSベスト・オブ・ベスト編集部」のメンバーやNHK番組スタッフの合議を行った。

## BSベスト・オブ・ベスト編集部メンバー
- 児玉清（編集長　俳優・タレント）：『週刊ブックレビュー』で司会・書評家として長年にわたり出演
- 片岡鶴太郎（お笑いタレント・俳優・画家）
- 栗林慧（写真家）
- 佐藤藍子（女優）：BSの広報番組『BSスタイル』の司会
- 加藤紀子（タレント）

## 放送される番組のテーマ・ジャンル
1. （12月5日-12月11日）紀行・自然番組
2. （12月12日-12月18日）ヒューマンドキュメンタリー
3. （12月19日-12月25日）ファミリー向けのバラエティーやアニメーション・ドラマなど
4. （12月26日-12月31日）骨太ドキュメンタリー